# Qiaodong, Anhui
Qiaodong (kinesiska: 谯东)  är en köping i östra Kina. Den ligger i stadsdistriket Qiaocheng i staden Bozhou i provinsen Anhui, omkring 260 kilometer nordväst om provinshuvudstaden Hefei. Antalet invånare är 57439. Befolkningen består av 28 667 kvinnor och 28 772 män. Barn under 15 år utgör 18,0 %, vuxna 15-64 år 71 %, och äldre över 65 år 9,0 %.